# St. Nikolaus (Kimmelsbach)

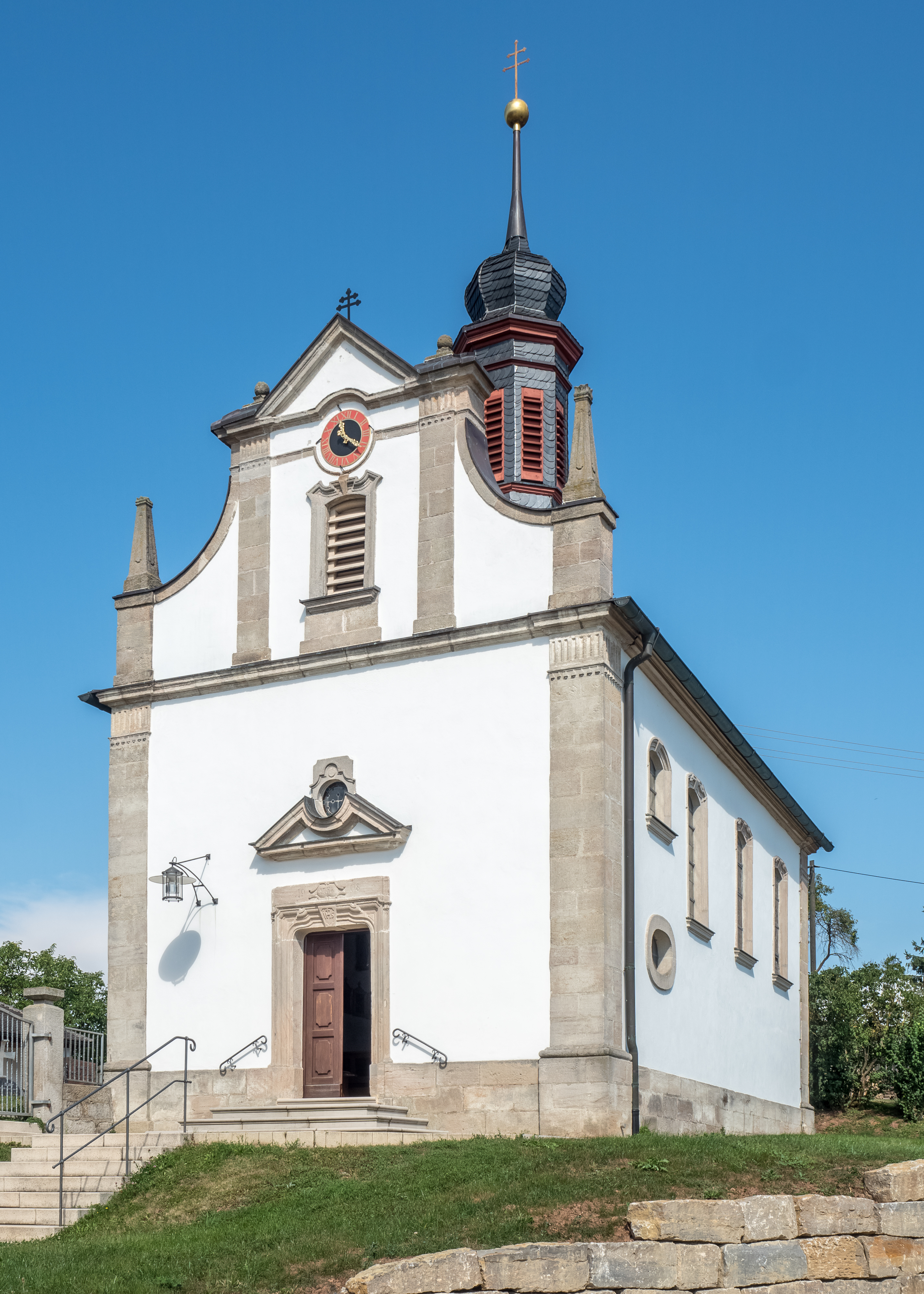
St. Nikolaus (Kimmelsbach)

Die römisch-katholische Filialkirche St. Nikolaus steht in Kimmelsbach, einem Gemeindeteil von Bundorf im unterfränkischen Landkreis Haßberge in Bayern. Das denkmalgeschützte Bauwerk entstand Mitte des 18. Jahrhunderts. Kirchenpatron ist Nikolaus von Myra. Die Kirche gehört zur Pfarrei von St. Johannes der Täufer in der Pfarreiengemeinschaft Hofheim im Dekanat Haßberge des Bistums Würzburg. 

## Beschreibung

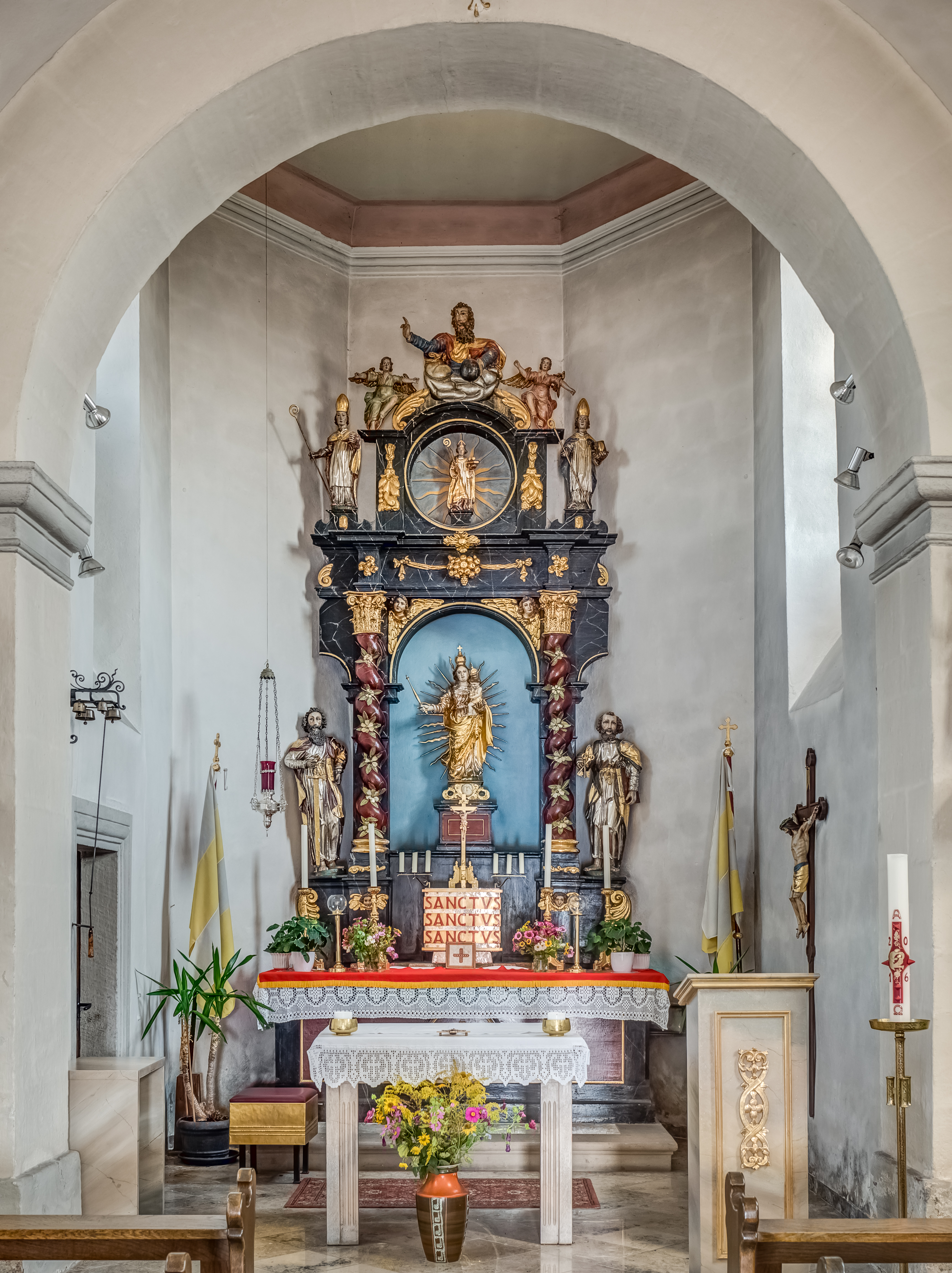
Der Hauptaltar

Die von 1758 bis 1763 gebaute Saalkirche besteht aus einem Langhaus, aus dessen Satteldach sich ein achtseitiger, mit einer Zwiebelhaube bedeckter, schiefergedeckter Dachreiter erhebt, und einem eingezogenen, dreiseitig geschlossenen Chor im Norden, an den nach Westen die Sakristei angebaut ist. Das Langhaus wurde 1908 nach Süden verlängert und mit einer mit Pilastern gerahmten Fassade versehen, die oberhalb des Traufengesimses mit einem Schweifgiebel versehen ist.